# Campeonato Mundial de Snowboard de 2009
El VIII Campeonato Mundial de Snowboard se celebró en la localidad de Hoengseong, provincia de Gangwon (Corea del Sur) entre el 17 y el 24 de enero de 2009 bajo la organización de la Federación Internacional de Esquí (FIS).

## Países participantes
Participaron en total 405 riders de 45 federaciones nacionales afiliadas a la FIS:
| - Andorra (1) - Alemania (12) - Argentina (1) - Australia (10) - Austria (24) - Bahamas (1) - Bélgica (4) - Bosnia y Herzegovina (1) - Brasil (3) - Bulgaria (5) - Canadá (25) - Chile (1) - China (16) | - Corea del Sur (20) - Croacia (1) - Dinamarca (2) - Eslovaquia (6) - Eslovenia (15) - España (8) - Estados Unidos (25) - Estonia (6) - Filipinas (3) - Finlandia (11) - Francia (21) | - Grecia (3) - Hungría (1) - Irán (4) - Italia (17) - Japón (24) - Kazajistán (2) - Letonia (3) - Macedonia del Norte (1) - Noruega (13) - Nueva Zelanda (7) - Países Bajos (10) | - Polonia (7) - Reino Unido (8) - República Checa (16) - Rumania (4) - Rusia (18) - Serbia (3) - Sudáfrica (1) - Suecia (7) - Suiza (29) - Ucrania (5) |

## Medallistas

### Masculino
| Evento                           | Oro                             | Plata                                  | Bronce                           |
| -------------------------------- | ------------------------------- | -------------------------------------- | -------------------------------- |
| Eslalon paralelo (21.01)         | Benjamin Karl · Austria         | Sylvain Dufour Francia                 | Patrick Bussler · Alemania       |
| Eslalon gigante paralelo (20.01) | Jasey-Jay Anderson · Canadá     | Sylvain Dufour Francia                 | Matthew Morison · Canadá         |
| Campo a través (18.01)           | Markus Schairer · Austria       | Xavier de Le Rue Francia               | Nick Baumgartner Estados Unidos  |
| Halfpipe (23.01)                 | Ryo Aono Japón 47,3 pts.        | Jeffrey Batchelor · Canadá · 44,4 pts. | Mathieu Crepel Francia 43,3 pts. |
| Big air (24.01)                  | Markku Koski · Finlandia · 55,6 | Seppe Smits · Bélgica · 53,0           | Stefan Gimpl · Austria · 51,0    |

### Femenino
| Evento                           | Oro                         | Plata                              | Bronce                                |
| -------------------------------- | --------------------------- | ---------------------------------- | ------------------------------------- |
| Eslalon paralelo (21.01)         | Fränzi Mägert-Kohli · Suiza | Doris Günther · Austria            | Yekaterina Tudeguesheva · Rusia       |
| Eslalon gigante paralelo (20.01) | Marion Kreiner · Austria    | Doris Günther · Austria            | Patrizia Kummer · Suiza               |
| Campo a través (18.01)           | Helene Olafsen · Noruega    | Olivia Nobs · Suiza                | Mellie Francon · Suiza                |
| Halfpipe (23.01)                 | Liu Jiayu China 43,5 pts.   | Holly Crawford Australia 39,6 pts. | Paulina Ligocka · Polonia · 38,5 pts. |

## Medallero
| Núm. | País           | Oro | Plata | Bronce | Total |
| ---- | -------------- | --- | ----- | ------ | ----- |
| 1    | Austria        | 3   | 2     | 1      | 6     |
| 2    | Suiza          | 1   | 1     | 2      | 4     |
| 3    | Canadá         | 1   | 1     | 1      | 3     |
| 4    | China          | 1   | 0     | 0      | 1     |
| 4    | Finlandia      | 1   | 0     | 0      | 1     |
| 4    | Japón          | 1   | 0     | 0      | 1     |
| 4    | Noruega        | 1   | 0     | 0      | 1     |
| 8    | Francia        | 0   | 3     | 1      | 4     |
| 9    | Australia      | 0   | 1     | 0      | 1     |
| 9    | Bélgica        | 0   | 1     | 0      | 1     |
| 11   | Alemania       | 0   | 0     | 1      | 1     |
| 11   | Estados Unidos | 0   | 0     | 1      | 1     |
| 11   | Polonia        | 0   | 0     | 1      | 1     |
| 11   | Rusia          | 0   | 0     | 1      | 1     |
|      | TOTAL          | 9   | 9     | 9      | 27    |